# 埃利格格特根湖

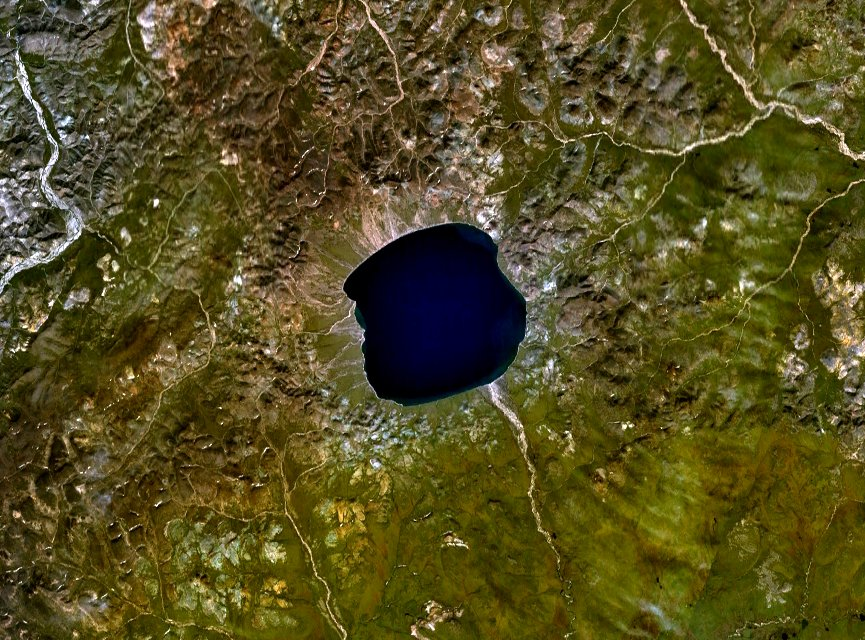
埃利格格特根湖的衛星圖片

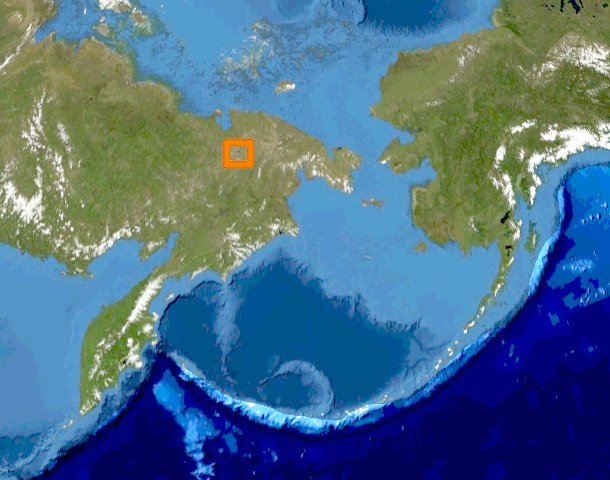
埃利格格特根湖的位置

埃利格格特根湖（俄語：Эльгыгытгын）是俄羅斯東北部的淡水湖，位於楚科奇自治區內直徑18公里的衝擊坑，約於360萬年前形成，長12公里、闊12公里，面積110平方公里，深度約174米，集水區面積293平方公里。

## 物種
湖中有此湖獨有的物種俄羅斯茴鮭（學名：Salvethymus svetovidovi）。

## 外部連結
- Dr. Matt Nolan at the University of Alaska Fairbanks
- Polar Expedition to Siberian Lake will Yield Details of Past Climate （页面存档备份，存于） PhysOrg.com.
- Fisheries; char species in the lake
- Species survival （页面存档备份，存于）
- Arctic char introduction[永久]
- NASA Earth Observatory （页面存档备份，存于）